# Josep Maria Aloy i Bosch
|  | No s'ha de confondre amb Josep Maria Aloy. |

Josep Maria Aloy i Bosch   (Manresa, 21 d'agost de 1948 - Manresa, 14 de febrer de 2020) va ser un escriptor i crític de literatura infantil i juvenil, conegut per ser biògraf de Josep Vallverdú i curador de l'obra de Joana Raspall.
Aloy va estudiar a La Salle Manresa i, als onze anys, va ingressar al Seminari de Vic. Als divuit anys va sortir del seminari i va estudiar Filologia Catalana a la Universitat de Barcelona. Un cop acabada la carrera, va exercir la docència durant quinze anys a l'escola Badia-Solé de Manresa.
Posteriorment, va treballar en el Departament de Justícia de la Generalitat de Catalunya com a tècnic de justícia juvenil, tasca que va desenvolupar durant més de trenta anys. A partir d'aquesta experiència professional, va escriure la novel·la inèdita Queni, inicialment titulada Just quan despertava, en la qual relata el cas d'Eugeni, un jove amb qui havia treballat al Departament de Justícia. Aquesta obra li va valer el Premi Serra i Moret de Narrativa de la Generalitat de Catalunya l'any 1991.
En el camp de la literatura infantil i juvenil, Aloy va ser crític, expert i autor. Va publicar Renoi, quin conte! (1996), i Una picoreta estranya (2000). El 2014 va publicar el llibre de poesia infantil La lluna, la Bruna, dedicat a la seva neta.
Josep M. Aloy es va especialitzar en l'estudi de la vida i l'obra de Josep Vallverdú, i va ser el curador del recull Contes en òrbita (1991). A més, va publicar dos volums biogràfics de l'escriptor: Camins i paraules: Josep Vallverdú, l'escriptor i l'home (1998) i Retrats. Josep Vallverdú (2013). També va ser curador d'obres de Joana Raspall, com Bestiolari de Joana Raspall (2014), Olor de maduixa (2016) i Amb sabates de molsa (2018).
En l'àmbit dels estudis literaris, va escriure Et diran que llegeixis, Bernat: mig segle de Literatura Catalana per a joves (1960-2010), una guia de lectura orientada a nois i noies.
Des del 1982, Aloy va ser col·laborador habitual al diari Regió7, on entre 1991 i 1995 va tenir una secció fixa al suplement cultural, i a la revista El Pou de la Gallina. Fortament implicat en la literatura infantil i juvenil catalana, el manresà va exercir de crític de nombroses publicacions, com ara Faristol, Catalan Writing i CLIJ, entre d'altres. A partir del 1993, va ser assessor de l'Editorial La Galera i va formar part de diversos jurats de premis literaris, com el Premi Josep Maria Folch i Torres, el Premio Nacional de Literatura infantil i juvenil i el Premio Nacional de Teatro.
A partir del 2012, Aloy va escriure el blog Mascaró de proa, dedicat a la literatura infantil i juvenil, pel qual obtingué el Premi Aurora Díaz-Plaja l'any 2013, atorgat per l'Associació d'Escriptors en Llengua Catalana.
Josep M. Aloy va morir el 14 de febrer de 2020 a l'edat de 71 anys.
El seu fons bibliogràfic i documental relacionat amb l'escriptor Josep Vallverdú va ser donat a la Universitat de Lleida.